# Alphonse Dupront
Alphonse Alfred François Dupront, né le 26 décembre 1905 à Condom (Gers) et mort le 16 juin 1990 à Paris, est un historien et anthropologue français.

## Biographie
Ancien élève de l'École normale supérieure (promotion 1925 Lettres), il est reçu premier à l'agrégation d'histoire et géographie (1929) et entre à l'École française de Rome (1930-1932). Puis il dirige à Bucarest l'Institut français de Hautes Études en Roumanie et la mission universitaire, et devient conseiller culturel (Bucarest, 1932-1941). Il est ensuite maître de conférences à l'Université de Montpellier et soutient en 1956 en Sorbonne sa thèse de doctorat ès Lettres Le Mythe de Croisade. Essai de sociologie religieuse qui sera publiée à titre posthume en 1997 à l'instigation de Pierre Nora et d'un certain nombre de ses anciens disciples. Professeur à la Sorbonne dès 1956 il est élu en 1960 à l'École pratique des hautes études (IV.e section) à une direction d'études intitulée « Psychologie collective et histoire de la civilisation européenne ». 
Alphonse Dupront a été le fondateur et premier président de l'Université Paris IV-Sorbonne en 1970. Il a créé le Centre d’anthropologie religieuse européenne à l’EHESS et a joué un rôle décisif dans la création et la mise en place à Florence de l'Institut universitaire européen, où il a enseigné de 1976 à 1983.
Sa thèse et son ouvrage majeur, Le mythe de croisade s'inscrit dans un genre pluridisciplinaire : histoire, anthropologie, sociologie, philosophie (sa formation première) et psychologie collective. Alphonse Dupront y analyse, « après la croisade », la persistance et les mutations du mythe de croisade dans l'inconscient collectif  de l'Occident chrétien tout au long de l'histoire.

## Publications

### Ouvrages
- Pierre-Daniel Huet et l'exégèse comparatiste au XVIIe siècle, Paris, Ernest Leroux, 1930.
- Espace et humanisme, in Bibliothèque d’Humanisme et Renaissance, Paris, 1946.
- La Chrétienté et l'Idée de Croisade, Paris, Éditions Albin Michel, 1954.
- Les Lettres, les sciences, la religion et les arts dans la société française de la deuxième moitié du XVIIIe siècle, Paris, Centre de documentation universitaire, 1963.
- Le Cardinal Silvio Antoniano, figure de la Contre-Réforme italienne au XVIe siècle, thèse complémentaire de doctorat ès-lettres, Faculté des lettres de Paris, 1956, 2 vol. dactylographiés.
- L'Acculturazione. Per un nuovo rapporto tra ricerca storica e scienze umane (Einaudi, 1966)
- L. A. Muratori et la société européenne des pré-Lumières (Olschki, 1976)
- Du Sacré. Croisades et pèlerinages. Images et langages (Gallimard, 1987)
- Puissances et latences de la religion catholique (Gallimard, 1993)
- Qu’est-ce que Les Lumières ? Préface de François Furet (Gallimard, 1996)
- Le Mythe de Croisade (4 volumes, Gallimard, 1997)
- Genèses des Temps Modernes. Rome, les Réformes et le Nouveau Monde. Textes réunis et présentés par Dominique Julia et Philippe Boutry (Gallimard / Le Seuil, 2001)
- La Chaîne vive. L’Université, école d’humanité. Préface de Jean Mesnard, postface d’Étienne Broglin. (Alphonse Dupront : Essence et mission de l’Université, suivi par des évocations d’Alphonse Dupront par Pierre-Georges Castex, Françoise Crouzet, François Cariès, Robert Sauzet, Stélio Farandjis, Charles Carrière, Max Kohnstamm et Gigliola Fragnito Margiotta Broglio. Cursus et bibliographie d’Alphonse Dupront. (Presses de l’Université de Paris-Sorbonne, 2003)
- L’Image de religion dans l’Occident chrétien. D’une Iconologie historique. Préface de Mona Ozouf (Gallimard, 2015)

### Ouvrages en collaboration
- « De l’acculturation », in Actes du XIIe Congrès international des sciences historiques, Horn-Wien, Berger und Söhne, 1965
- « Livre et culture dans la société française du XVIIIe siècle. Réflexion sur une enquête » (dirigée par François Furet), postface de Livre et société dans la France du XVIIe siècle, Paris, La Haye, Mouton, 1965, p. 185-238
- « L’Histoire après Freud », Revue de l’enseignement supérieur, Paris, no 44-45, L’Histoire aujourd’hui, 1969, p. 27-63
- « Langage et Histoire », rapport présenté au XIIIe Congrès international des sciences historiques, Moscou, Éd Naouka, 1970, 88 pages ; repris dans Actes du XIIIe Congrès international des sciences historiques, t. I, Moscou, 1973, p. 186-254
- « Du sentiment national », in La France et les Français, sous la direction de Michel François, Paris, Gallimard, « Encyclopédie de la Pléiade », 1972, p. 1423-1474
- « Préface » et « Puissances du pèlerinage : perspectives anthropologiques (I. Légendaire, histoire culte ; II. La route ; III. Marche à l’ouest et fin des terres ; IV. L’élection d’un signe : la ‘‘coquille Saint-Jacques ’’ ; V. L’expérience initiatique) » in Saint-Jacques de Compostelle, Turnhout, Brépols, 1985, p. 7-8 et 175-252
- Cahiers Alphonse Dupront, publication annuelle h.c. d’inédits d’A. Dupront, Paris, Société des amis d’Alphonse Dupront, 1992-2006
- «Le travail de Jules Ferry», Commentaire, no 155 (Paris, automne 2016), pp. 579-590.

## Distinctions
- Commandeur de la Légion d'honneur (1984)